# Reprezentacja Argentyny w piłce nożnej mężczyzn
Reprezentacja Argentyny w piłce nożnej mężczyzn – drużyna piłkarska reprezentująca Republikę Argentyńską w zawodach międzynarodowych. Za jej funkcjonowanie odpowiedzialna jest Asociación del Fútbol Argentino, organ zarządzający piłką nożną w Argentynie. W reprezentacji mogą występować wyłącznie zawodnicy posiadający obywatelstwo argentyńskie.
Reprezentacja Argentyny od 1912 roku jest członkiem FIFA, a od 1916  CONMEBOL. Albicelestes siedemnaście razy startowali w Mistrzostwach świata (złoty medal w 1978, 1986 i 2022) srebrny medal w 1930, 1990 i 2014), szesnastokrotnie wygrała turniej Copa América (1921, 1925, 1927, 1929, 1937, 1941, 1945, 1946, 1947, 1955, 1957, 1959, 1991, 1993, 2021, 2024). Ponadto Argentyńczycy dwukrotnie triumfowali w rozgrywkach piłkarskich na Igrzyskach Olimpijskich (w Atenach w 2004 roku i w Pekinie w 2008 roku) oraz jeden raz wygrała Puchar Konfederacji (wtedy pod nazwą Puchar Króla Fahda) w 1992 roku.
Domowe spotkania drużyna rozgrywa najczęściej na stadionie Estadio Monumental. Od sierpnia 2018 roku trenerem kadry jest Lionel Scaloni, a funkcję kapitana pełni Lionel Messi. Najczęściej występuje w niebiesko-białych koszulkach, czarnych spodenkach oraz białych getrach. Największymi rywalami drużyny jest Brazylia (derby Superclásico), Urugwaj (derby la Platy) i reprezentacja Anglii.

## Historia

### Pierwszy mecz
Pierwszy mecz reprezentacja Argentyny rozegrała 16 maja 1901 roku.
Urugwaj: E.Sardeson (Albion); C. B. Poole (kap.) (Albion), E. Cardenal (Albion), J. López (Albion), F. A. Cutler (Albion), M. Ortiz Garzón (Nacional), J. Sardeson (Albion), J.A. Morton (Albion), W. L. Poole (Albion), A.F. Lodge (Albion) y Bolívar Céspedes (Nacional).
Argentyna: R. W. Rudd (Lomas), W. Leslie (Quilmes) y A.C. Addecot (Belgrano), A.A. Mack (Alumni), H. Rattcliff (Belgrano), E.L. Duggan (Belgrano), G. E. Leslie (Lomas), J. O. Anderson (cap.) (Lomas), S. U. Leonard (Alumni), Ch. E. Dickinson (Belgrano) y G. N. Dickinson (Belgrano).
Meczowi z 16 maja 1901 roku towarzyszy jednak spór, ponieważ nie został on zorganizowany przez Ligę Urugwajską, ale przez Albion Football Club Mieszana drużyna urugwajska złożona była z piłkarzy Albionu i wzmocniona siłami Nacionalu. Uwzględniając te informacje pierwszy mecz miał zostać rozegrany 20 lipca 1902 roku w el Paso del Molino w Uruguwaju, który Argentyna wygrała 6:0. Argentyńska federacja piłkarska mecz z maja 1901 roku uznaje jednak za oficjalny.

### Lata 1901–1930
Reprezentacje Argentyny i Urugwaju, które dzieli jedynie estuarium La Plata w latach 1901–1914 rozegrały między sobą 41 meczów, co ustępowało w tamtym okresie jedynie mającym dłuższą tradycję pojedynkom Anglii i Szkocji.

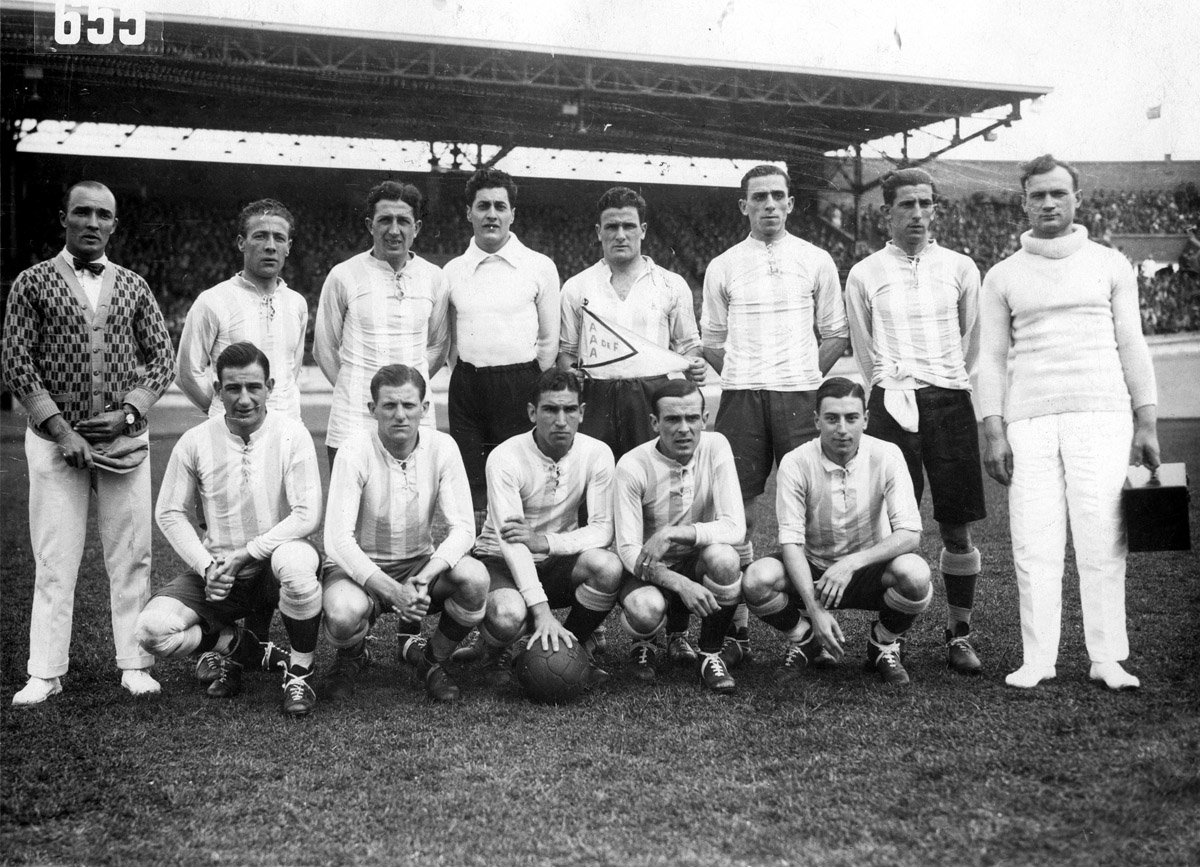
Reprezentacja Argentyny na igrzyskach w 1928 roku

Od 1905 obie reprezentacje rozgrywały między sobą mecze o Puchar Liptona, z których dochód przeznaczano na cele charytatywne. Do roku 1929 Argentyna i Urugwaj miały na koncie po 10 zwycięstw w tych rozgrywkach.
W 1910 w Argentynie odbył się z inicjatywy tamtejszej federacji piłkarskiej pierwszy (nieoficjalny) turniej o mistrzostwo Ameryki Południowej. Oprócz gospodarzy wzięły w nim udział drużyny Chile i Urugwaju. Argentyńczycy okazali się zwycięzcami tych mistrzostw, w finale pokonując Urugwaj 4:1.
20 września 1914 roku reprezentacja Argentyny rozegrała w Buenos Aires pierwszy oficjalny mecz z reprezentacją Brazylii, który zakończył się wynikiem 3:0 dla gospodarzy i zapoczątkował jedną z najsłynniejszych futbolowych rywalizacji na świecie.
Na pierwszych oficjalnych, rozgrywanych w dniach 2–17 lipca 1916 mistrzostwach Ameryki Południowej Argentyna zajęła II miejsce przegrywając z Urugwajem, mimo iż ostatni pojedynek turnieju zakończył się remisem pomiędzy obiema drużynami.
Na zwycięstwo w rozgrywkach o puchar Ameryki Południowej Argentyńczycy musieli poczekać do piątej edycji tych zawodów. W mistrzostwach rozgrywanych między 2 a 30 października 1921 Albicelestes okazali się najlepszą drużyną. Wygrali wszystkie trzy mecze z Paragwajem, Brazylią i Urugwajem, a królem strzelców imprezy z dorobkiem 3 goli został Julio Libonatti, który każdemu z rywali zaaplikował po jednym trafieniu.

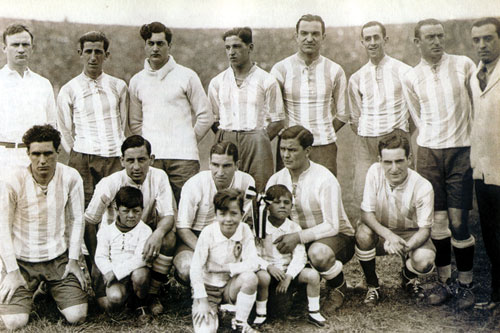
Reprezentacja Argentyny podczas Copa América 1929

W 1928 Argentyna wystąpiła na igrzyskach olimpijskich w Amsterdamie. Wraz z broniącym złotego medalu Urugwajem Albicelestes byli stawiani w roli faworytów turnieju olimpijskiego. Już w pierwszym spotkaniu Argentyńczycy odnieśli efektowne zwycięstwo 11:2 nad Stanami Zjednoczonymi, prowadząc 4:0 po pierwszej połowie. W drugim pojedynku południowoamerykańscy zawodnicy pokonali Belgów 6:3, a w półfinale sprostali rewelacji rozgrywek, Egiptowi wygrywając 6:0. W finale olimpijskich zmagań Argentyna spotkała się z dobrze sobie znaną drużyną Urugwaju. Było to 102 spotkanie obu reprezentacji w historii ich futbolowych kontaktów. Mecz finałowy zakończył się remisem 1:1 co spowodowało rozegranie dodatkowego spotkania, podczas którego lepsi okazali się Urugwajczycy wygrywając 2:1.
Rok po olimpijskiej porażce Argentyna zrewanżowała się Urugwajowi. Na rozgrywanej u siebie w listopadzie 1929 roku kolejnej edycji Copa América reprezentacja Argentyny okazała się najlepsza. Zwyciężając pewnie Peru 3:0 w pierwszym meczu, a następnie ogrywając Paragwaj 4:1 Argentyńczycy mogli przygotowywać się do ostatniego spotkania z Urugwajem. Rewanż za olimpijski finał okazał się udany i Argentyna po golach Manuela Ferreiry i Mario Evaristo pokonała Urugwaj 2:0, zapewniając sobie w ten sposób zwycięstwo w dwunastych mistrzostwach Ameryki Południowej.

### 1930 – wicemistrzostwo świata
Argentyna wzięła udział w pierwszych mistrzostwach świata rozgrywanych w Urugwaju. Albicelestes trafili do grupy z Francją, Chile i Meksykiem. W swoim premierowym spotkaniu na mundialu 15 lipca Argentyńczycy pokonali Francję 1:0, a autorem historycznej bramki został Luis Monti. Zwycięstwa nad Meksykiem 6:3 i nad Chile 3:1 dały Argentynie awans do półfinału.
Przeciwnikiem Argentyny w półfinale była reprezentacja Stanów Zjednoczonych. Efektowny triumf 6:1 dawał Argentyńczykom przepustkę do finału gdzie spotkali się z Urugwajem. Finał mundialu miał być rewanżem za mecz o złoty medal olimpijski podczas igrzysk olimpijskich w Amsterdamie w 1928 roku. Urugwaj okazał się lepszy na igrzyskach, a w finale na Estadio Centenario w Montevideo „Urusi” potwierdzili swój prymat. W spotkaniu rozegranym 30 lipca, Argentyna, mimo że po pierwszej połowie prowadziła po trafieniach Carlosa Peucelle i Guillermo Stábile 2:1 to pierwszym mistrzem świata została reprezentacja gospodarzy. Urugwajczycy zwyciężyli 4:2.
Argentyna w pierwszych mistrzostwach zdobyła najwięcej goli (18) spośród wszystkich uczestników turnieju, a Guillermo Stábile został najskuteczniejszym strzelcem turnieju zdobywając 8 bramek.
Luis Monti i Attilio Demaria wystąpili na mundialu we Włoszech w barwach gospodarzy, jako oriundi, czyli zawodnicy mający włoskie korzenie, zdobywając złote medale.

### Lata 1934–1954
Na mistrzostwach świata we Włoszech w 1934 Argentyna wysłała ekipę amatorów, w której nie było ani jednego uczestnika finału mistrzostw z roku 1930. Zaledwie 3 lata wcześniej zalegalizowano w Argentynie zawodowstwo, którego przedstawiciele nie widzieli wówczas dobrych interesów w uczestnictwie na mundialu. Stało się to jednym z powodów słabego występu ekipy Albicelestes, która odpadła z turnieju po pierwszym meczu, przegranym ze Szwecją 2:3.
Reprezentacja Argentyny nie brała udziału w eliminacjach do mistrzostw świata, rozgrywanych w 1938 roku we Francji. Wicemistrzowie z 1930 odmówili udziału w turnieju eliminacyjnym po tym jak FIFA przyznała organizację mundialu Francji, o co starała się także federacja argentyńska.
Argentyńczycy byliby z pewnością faworytami mistrzostw świata, gdyż wówczas rozpoczęła się złota era piłki nożnej w tym kraju. Na turnieju Copa América w 1937 Albicelestes okazali się zwycięzcami, pokonując po wyrównanej walce Brazylię w dodatkowym meczu, jaki okazał się potrzebny do wyłonienia triumfatora. Argentyna odzyskała po 8 latach mistrzostwo Ameryki Południowej, wygrywając z drużyną, która rok później zajęła 3. miejsce na mundialu we Francji.
Na pierwszych powojennych mistrzostwach w Brazylii w 1950 roku, a także na tych rozgrywanych w 1954 roku w Szwajcarii, Albicelestes nie wzięli udziału. Jedną z prawdopodobnych przyczyn nieobecności była obawa władz o wynik podczas mistrzostw. Co prawda argentyński futbol osiągnął w latach 40 swoje wyżyny, to jednak po strajku piłkarzy z 1949 roku, po którym wielu najlepszych wyemigrowało za granicę, rządzący nie byli pewni wyniku. Peroniści nie chcieli więc ryzykować nadszarpania wizerunku reprezentacji, kreowanej przez władzę jako najlepszą na świecie.
9 maja 1951 roku został rozegrany na Wembley pierwszy oficjalny mecz pomiędzy Argentyną a Anglią. Mecz pomiędzy Anglikami, którzy przywieźli i nauczyli Argentyńczyków grać w piłkę nożną, a tymi ostatnimi zakończył się porażką Argentyny 1:2 i stał się początkiem bardzo zaciętej rywalizacji tych dwóch drużyn narodowych.

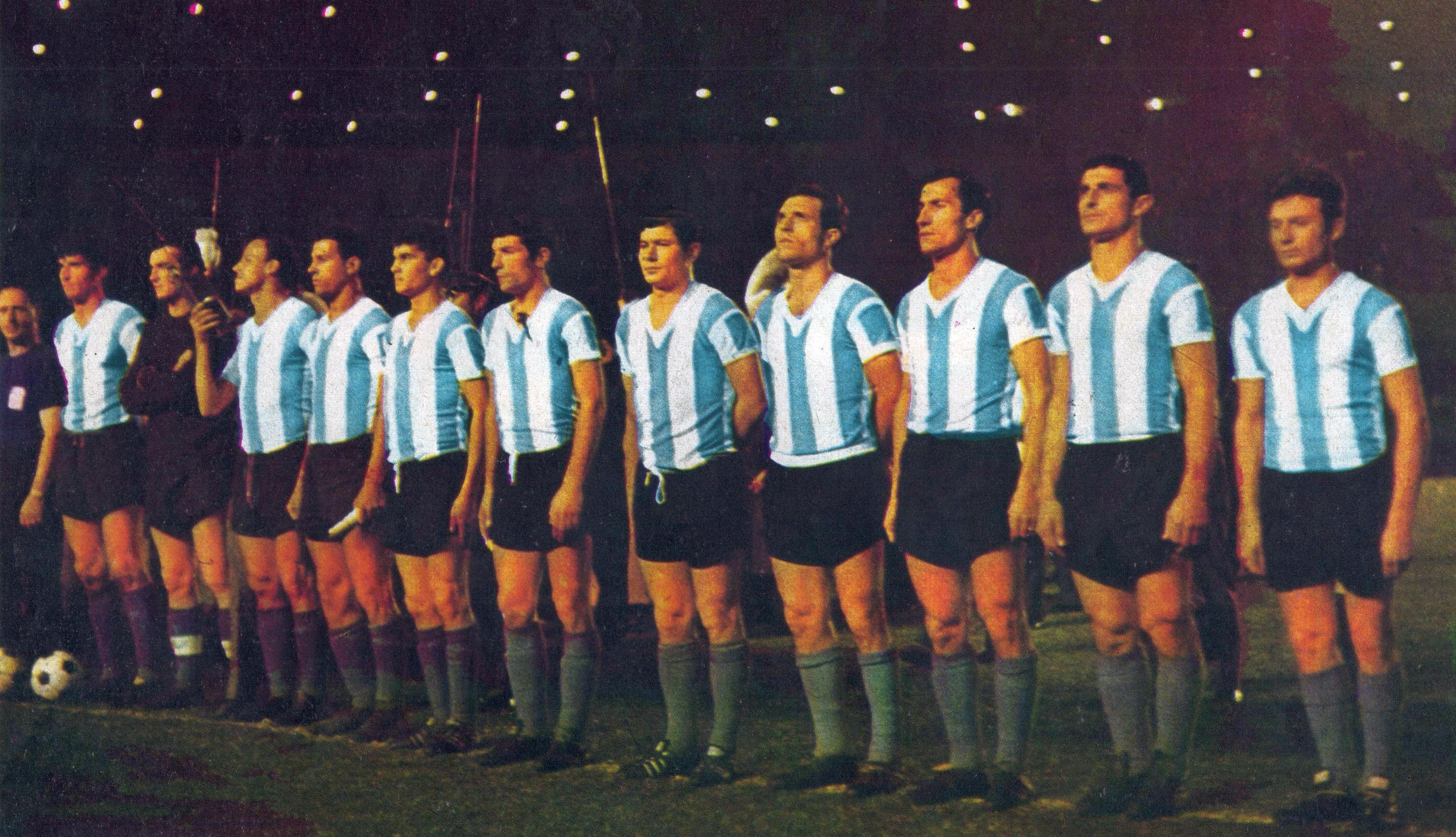
Reprezentacja Argentyny w piłce nożnej mężczyzn 1964

### 1978 – mistrzostwo świata
W 1974 roku selekcjonerem reprezentacji Argentyny został César Luis Menotti. Rok wcześniej zdobył mistrzostwo Argentyny jako trener zespołu CA Huracán, który prezentował ofensywny futbol. W takim samym stylu zgodnie z zamysłami Menottiego miała grać również reprezentacja. Zawodnicy mieli grać kreatywnie, co według selekcjonera było dla nich najbardziej naturalne i odpowiadało ich predyspozycjom. W konsekwencji podopieczni selekcjonera musieli być przede wszystkim świetnie wyszkoleni technicznie, a dopiero w dalszej kolejności zwracano uwagę na ich przygotowanie motoryczne. Menotti natrafił na dobre warunki do pracy. Żaden selekcjoner przed nim nie mógł sobie pozwolić na równie długie zgrupowania jak te, organizowane przed mundialem w 1978 roku. Takie warunki do pracy zapewniła selekcjonerowi junta generała Jorge Videli, który ewentualny korzystny wynik narodowej drużyny chciał wykorzystać propagandowo.
2 czerwca 1978 roku w swoim pierwszym meczu na mistrzostwach Argentyna wygrała 2:1 z Węgrami. Na El Monumental gospodarze strzelili zwycięską bramkę dopiero w 84 minucie, a jej autorem był Daniel Bertoni. Drugie starcie Argentyńczyków na mundialu, rozgrywane 6 czerwca również nie należało do najłatwiejszych. W spotkaniu z Francją w 45 minucie wynik otworzył Daniel Passarella, strzelając bramkę z rzutu karnego. W 60 minucie w zamieszaniu w polu karnym najlepiej odnalazł się Michel Platini, wyrównując rezultat meczu. Zwycięstwo Argentyny uratował Leopoldo Luque. Druga wygrana zapewniła awans gospodarzom do kolejnej rundy. W ostatnim meczu w grupie porażka z Włochami dała Argentyńczykom drugie miejsce w grupie, dzięki czemu uniknęli natknięcia się w drugiej rundzie na faworytów imprezy – Holendrów.
W II rundzie turnieju Argentyna trafiła do grupy z Brazylią, Peru i Polską. Pierwszy pojedynek Argentyńczycy rozegrali z jedynym przedstawicielem Europy w tej grupie. W 16 minucie na prowadzenie gospodarzy wyprowadził Mario Kempes. W 39 minucie szansę na wyrównanie zmarnował Kazimierz Deyna. Rozgrywający w reprezentacji swój setny mecz, zawodnik uderzył lekko na bramkę Fillola, a ten obronił strzał Deyny. W 71 minucie na listę strzelców znów wpisał się Kempes, ustalając wynik 2:0.
W drugim meczu tej rundy Argentyńczycy zremisowali 0:0 z Brazylią. O awansie do finału miały więc zadecydować wyniki ostatnich meczów. Szansę na awans miały zarówno Argentyna, jak i Brazylia. Ci ostatni wygrali z Polską 3:1 i musieli czekać na rozstrzygnięcie pomiędzy Argentyną a Peru. Albicelestes, aby wystąpić w finale musieli pokonać Peruwiańczyków różnicą czterech goli. Argentyna wypełniła ten plan w stu procentach, a wynik 6:0 szczególnie przez Brazylijczyków był uważany za ustawiony, choć nie znaleziono na to dowodów.
W finale rywalem Argentyny była Holandia. Drużyna, która cztery lata wcześniej zachwyciła świat futbolem totalnym w Argentynie występowała bez swojej największej gwiazdy, czyli Johanna Cruyffa. Mimo to Holendrzy znów okazali się wystarczająco silni, by pod wodzą Ernsta Happela osiągnąć sukces. Ich pech w 1974, jak i w 1978 polegał na tym, że w finale spotykali się z gospodarzami, z którymi zawsze ciężko rywalizować.
Zanim zabrzmiał gwizdek rozpoczynający finał miał miejsce incydent dotyczący holenderskiego napastnika René van de Kerkhofa. Argentyńscy zawodnicy protestowali przeciwko opatrunkowi z jakim grał Holender, mimo że we wcześniejszych spotkaniach opatrunek piłkarza nie wzbudzał kontrowersji. Opóźniony pojedynek rozpoczął się pod znakiem przewagi Holendrów, ale to Mario Kempes w 38. minucie dał powód do euforii dla większości z 71 tysięcy zgromadzonych na stadionie widzów. W drugiej połowie Holandia doprowadziła do remisu, gdy w 82. minucie wyrównał Dick Nanninga. Wprowadzony 20 minut wcześniej piłkarz wykorzystał dośrodkowanie z prawej strony i strzałem głową pokonał Fillola. W 89. minucie stuprocentowej sytuacji dla Holendrów nie wykorzystał Rob Rensenbrink i uderzył piłkę w słupek argentyńskiej bramki. W dogrywce przewagę miała już Argentyna, która dzięki przetrwaniu krytycznego momentu pokonała dwukrotnie Holendrów. W pierwszej połowie dogrywki bramkę strzelił niezawodny Kempes, a w 115. minucie wynik ustalił Daniel Bertoni, zapewniając Argentynie po raz pierwszy tytuł mistrzów świata.
Gra Argentyny zgodnie z obietnicami Cesara Luisa Menottiego była bardzo ofensywna, a głównym egzekutorem drużyny został Mario Kempes. Argentyńczyk został uznany najlepszym zawodnikiem mistrzostw i jednocześnie, dzięki dwóm golom w finale został królem strzelców imprezy. Z drużyny mistrzów świata wyróżniali się również dobrze spisujący się przez cały turniej bramkarz Ubaldo Fillol i obrońca Daniel Passarella, który mimo niskiego wzrostu imponował w grze głową, a także był kapitanem i liderem drużyny na boisku. Grą w środku pola kierował na mundialu Osvaldo Ardiles, rozgrywający drużyny. Zespół Menottiego stał się wówczas najmłodszym mistrzem świata w historii ze średnią wieku 25,52.

### 1986 – mistrzostwo świata
Po nieudanym dla Argentyny mundialu w Hiszpanii ze stanowiska selekcjonera zrezygnował Cesar Luis Menotti, a zastąpił go Carlos Bilardo. Jako trener zdobył mistrzostwo Argentyny w 1982 roku z Estudiantes La Plata, a więc z tym samym klubem, w którym występował z sukcesami w latach sześćdziesiątych jako zawodnik. Bilardo w przeciwieństwie do swojego poprzednika nie przywiązywał wagi do stylu gry drużyny, przedkładając nad piękno przede wszystkim wynik. Stąd też drużyna argentyńska miała grać pod jego wodzą bardziej zachowawczy futbol.
Postacią, która przykuwała najbardziej uwagę w ekipie argentyńskiej był Diego Maradona. Dwa lata przed meksykańskim mundialem Maradona przeszedł ze słynnej Barcelony do włoskiego SSC Napoli co dla tego zawodnika było raczej sportowym krokiem do tyłu. Również w karierze reprezentacyjnej Maradonie się nie wiodło. Na mistrzostwach w Argentynie nie zagrał mimo tego, że takiego powołania domagali się od Cesara Luisa Menottiego kibice. Cztery lata później selekcjoner Albicelestes powołał Diego na mistrzostwa do Hiszpanii, ale tam „El Diez” nie pokazał pełni umiejętności. Reprezentacja nie powtórzyła sukcesu z 1978, a sam Diego został ukarany czerwoną kartką w meczu z Brazylią. Na mistrzostwa Maradona jechał więc jako głodny sukcesów zawodnik, ciągle uważany za cudowne dziecko argentyńskiej piłki.
Bilardo oparł grę ofensywną na Maradonie, natomiast jeśli chodzi o obronę to postawił na trudny do przejścia kolektyw z trójką środkowych obrońców z Oscarem Ruggerim na czele. W pomocy oprócz defensywnie nastawionych pomocników czołową rolę grał ofensywny pomocnik Jorge Burruchaga, a w ataku przed Maradoną występował wysunięty napastnik Jorge Valdano, gracz Realu Madryt.
Argentyna trafiła w I rundzie do grupy A, mając za rywali Bułgarię, Koreę i Włochy. W pierwszym meczu rywalem Argentyńczyków byli Koreańczycy. Po dwóch bramkach Valdano i jednej Oscara Ruggeri Koreańczycy zdołali odpowiedzieć tylko jednym trafieniem i Argentyna wygrała pewnie 3:1. Następny mecz reprezentanci Argentyny zagrali z Włochami. 5 czerwca w spotkaniu faworytów grupy padł remis 1:1. Bramkę w 7. minucie dla Włochów strzelił Alessandro Altobelli, a wyrównał w 34 minucie Diego Maradona popisując się szybkością i sprytnym strzałem obok interweniującego bramkarza reprezentantów Italii. W ostatnim meczu tej grupy Argentyna pokonała Bułgarię 2:0, a bramki strzelali Valdano i Burruchaga.
W II rundzie turnieju Argentyna spotkała się z Urugwajem. Albicelestes wygrali minimalnie, a bramkę strzelił Pedro Pasculli ustalając wynik na 1:0, co zapewniło awans Argentynie do następnej rundy.
W ćwierćfinale Argentyna zmierzyła się z Anglią. Mecz miał szczególne znaczenie zwłaszcza dla Argentyńczyków, którzy przegrali toczoną w 1982 roku wojnę o Falklandy-Malwiny. Ta zbrojna porażka, ciągle obecna w zbiorowej pamięci powodowała bardzo napiętą atmosferę przed samym meczem. Senatorzy z partii peronistowskiej żądali nawet by prezydent Raúl Alfonsín
zakazał piłkarzom gry w ćwierćfinale. Ostatecznie do spotkania doszło, a chęć odwetu na Anglikach nie była spowodowana tylko porażką w wojnie o Falklandy-Malwiny, ale także niesłuszną zdaniem Argentyńczyków, porażką z synami Albionu na mundialu w 1966.
Mecz rozgrywany 22 czerwca w pierwszej połowie nie przyniósł bramek. Za to w 40 minucie Terry Butcher uderzył Maradonę łokciem w twarz, co jednak nie miał wpływu na dalszą grę tego zawodnika. W 6 minut po rozpoczęciu drugiej połowy Maradona zdobył bramkę, uderzając piłkę ręką nad interweniującym Peterem Shiltonem, czego nie zauważył arbiter spotkania. Sam Maradona nazwał później te zagranie „ręką Boga”. W 55. minucie Diego Maradona strzelił kolejnego gola. Tym razem po pięknym rajdzie od połowy boiska, mijając po drodze pięciu Anglików i bezradnie interweniującego Shiltona wbił piłę do pustej bramki i wyprowadził Argentynę na prowadzenie. W 81 minucie kontaktowego gola zdobył Gary Lineker, ale Anglikom nie udało się doprowadzić do remisu i w półfinale zagrała Argentyna.
Po meczu trener Carlos Bilardo chwalił Maradonę:

Anglicy byli groźni do ostatnich minut, ale my na szczęście mieliśmy Diego Maradonę. Dla nikogo już dziś nie ulega chyba wątpliwości, że jest to najlepszy piłkarz świata

W półfinale przeciwnikiem Argentyńczyków byli Belgowie. Drużyna, która w rzutach karnych pokonała Hiszpanię była rewelacją turnieju. Mimo tego Argentyna pewnie pokonała swoich przeciwników, a bohaterem reprezentacji znów został Maradona zdobywając dwa trafienia w drugiej połowie i ustalając tym samym rezultat meczu na 2:0.
W wielkim finale meksykańskich mistrzostw reprezentacja Argentyny spotkała się z Niemcami. Drużyna RFN pod wodzą Franza Beckenbauera w ćwierćfinale pokonała gospodarzy mistrzostw dopiero w rzutach karnych, a w półfinale spotkała się z Francuzami, których ograła 2:0. Finał miał być pojedynkiem geniusz Maradony z niemieckim kolektywem. Maradona w finale był bardzo dobrze pilnowany przez niemieckich zawodników, ale mimo to Argentyna prowadziła w 56. minucie już 2:0 po bramkach Browna i Valdano. Próbując od tej pory bronić rezultatu Argentyńczycy stracili dwie bramki za sprawą Rummenigge i Völlera. Trzy minuty po wyrównującym trafieniu Argentyńczycy odpowiedzieli jednak golem Burruchagi, który po znakomitym podaniu Maradony zapewnił zwycięstwo Albicelestes.
Argentyna zdobyła swój drugi tytuł mistrza świata, a Diego Maradona zasłużenie został uznany najlepszym zawodnikiem turnieju, zostając jednocześnie drugim strzelcem meksykańskiego mundialu. Maradona stał się najsławniejszym i według wielu najlepszym piłkarzem świata, a w ojczyźnie uznano go za bohatera narodowego.

### 1990 – wicemistrzostwo świata
Na Mistrzostwa Świata w 1990, które odbywały się we Włoszech, reprezentacja Argentyny pojechała jako obrońca tytułu. Kadra prowadzona dalej przez Bilardo nie była jednak już tak rewelacyjna jak na poprzednim Mundialu. W kadrze nie zabrakło oczywiście Diego Maradony, pomimo iż nie reprezentował on już tak wysokiej formy jak na Mundialu w Meksyku. Argentyna trafiła do grupy B:
| Zespół    | Pkt | M | W | R | P | Br+ | Br− | +/− |
| --------- | --- | - | - | - | - | --- | --- | --- |
| Kamerun   | 4   | 3 | 2 | 0 | 1 | 3   | 5   | -2  |
| Rumunia   | 3   | 3 | 1 | 1 | 1 | 4   | 3   | +1  |
| Argentyna | 3   | 3 | 1 | 1 | 1 | 3   | 2   | +1  |
| ZSRR      | 2   | 3 | 1 | 0 | 2 | 4   | 4   | 0   |

Po porażce z Kamerunem 0:1, po zwycięstwie 2:0 ze Związkiem Radzieckim i po remisie 1:1 z Rumunią awansowała do 1/8 Finału z trzeciego miejsca. W 1/8 Finału Argentyna pokonała Brazylię 1:0, w ćwierćfinale Jugosławię po rzutach karnych, a w półfinale gospodarzy turnieju reprezentację Włoch również po rzutach karnych. W finale ulegli jednak reprezentacji RFN 0:1 i musieli się nacieszyć jedynie srebrnymi medalami i tytułem wicemistrzów świata. Po turnieju trener Carlos Bilardo zrezygnował ze stanowiska. Zastąpił go Alfio Basile.

### 1994 – 1/8 Finału na mistrzostwach świata
Na Mundial w 1994, który odbywał się w Stanach Zjednoczonych, Argentyna pojechała w odmienionym, ale w słabszym składzie. Cały czas był jednak w składzie legendarny Maradona, który był już coraz słabszym piłkarzem. Kadra nie była już pod wodzą trenera Bilardo, a pod wodzą trenera Basile. Argentyna trafiła na tym turnieju do grupy D:
| Zespół    | M | W | R | P | Br+ | Br− | +/− | Pkt |
| --------- | - | - | - | - | --- | --- | --- | --- |
| Nigeria   | 3 | 2 | 0 | 1 | 6   | 2   | +4  | 6   |
| Bułgaria  | 3 | 2 | 0 | 1 | 6   | 3   | +3  | 6   |
| Argentyna | 3 | 2 | 0 | 1 | 6   | 3   | +3  | 6   |
| Grecja    | 3 | 0 | 0 | 3 | 0   | 10  | -10 | 0   |

Po zwycięstwie 4:0 z Grecją i Nigerią 2:1 oraz po porażce 0:2 z Bułgarią podopieczni Basile awansowali do następnej rundy z trzeciego miejsca. W 1/8 Finału Argentyna poległa w meczu z Rumunią wynikiem 2:3 i pożegnali się z turniejem w dosyć rozczarowujący sposób. Po tym fatalnym dla Argentyny Mundialu trener Alfio Basile zrezygnował ze stanowiska a jego następcą został Daniel Passarella.

### 1998 – ćwierćfinał mistrzostw świata
Mistrzostwa świata w 1998 roku we Francji miały być lepsze dla Argentyny niż te sprzed czterech lat. Kadra pod wodzą trenera Passarella i już bez wielkiego Diego Maradony znalazła się w grupie H:
| Zespół    | M | W | R | P | Br+ | Br− | +/− | Pkt |
| --------- | - | - | - | - | --- | --- | --- | --- |
| Argentyna | 3 | 3 | 0 | 0 | 7   | 0   | +7  | 9   |
| Chorwacja | 3 | 2 | 0 | 1 | 4   | 2   | +2  | 6   |
| Jamajka   | 3 | 1 | 0 | 2 | 3   | 9   | -6  | 3   |
| Japonia   | 3 | 0 | 0 | 3 | 1   | 4   | -3  | 0   |

Po zwycięstwach 1:0 z Japonią, 5:0 z Jamajką oraz 1:0 z Chorwacją, Argentyna zajęła pierwsze miejsce w grupie i pewnie awansowała do Fazy Pucharowej. W 1/8 Finału podopieczni Passarella pokonali po rzutach karnych reprezentację Anglii. W ćwierćfinale Argentyna przegrała z Holandią wynikiem 1:2 i odpadli z turnieju poprawiając tylko minimalnie wynik sprzed czterech lat. Po turnieju trener zespołu Daniel Passarella zrezygnował ze stanowiska. Jego następcą został Marcelo Bielsa.

### 2002 – Faza Grupowa mistrzostw świata
Mundial w 2002 rozgrywany w Korei Południowej i Japonii miał być turniejem na którym Argentyna obuduję swoją potęgę i powróci na szczyt. Kadra prowadzona przez Bielsę trafiła do grupy F:
| Zespół    | Pkt | M | W | R | P | Br+ | Br− | +/− |
| --------- | --- | - | - | - | - | --- | --- | --- |
| Szwecja   | 5   | 3 | 1 | 2 | 0 | 4   | 3   | 1   |
| Anglia    | 5   | 3 | 1 | 2 | 0 | 2   | 1   | 1   |
| Argentyna | 4   | 3 | 1 | 1 | 1 | 2   | 2   | 0   |
| Nigeria   | 1   | 3 | 0 | 1 | 2 | 1   | 3   | -2  |

Po zwycięstwie 1:0 z Nigerią, porażce 0:1 z Anglią oraz po remisie 1:1 ze Szwecją, podopieczni Bielsy zajęli trzecie miejsce w grupie i zaskakująco odpadli z turnieju już po Fazie Grupowej i utwierdzili wszystkich w przekonaniu, że znajdują się w kryzysie. Pomimo tak wielkiej porażki trener Marcelo Bielsa zachował stanowisko.

### Lata 2002–2004 – obiecująca poprawa
Po fatalnym Mundialu 2002 trener Bielsa zaskakująco zachował stanowisko. Tuż po wspomnianym turnieju gra Argentyny uległa poprawie, gdyż selekcjoner zdecydował się stawiać na obiecującą młodzież. Na Copa América 2004 Argentyna zajęła drugie miejsce przegrywając dopiero w Finale z Brazylią po rzutach karnych. Na Olimpiadzie w 2004 w Atenach, prowadzona przez Bielsę kadra, mająca w składzie wiele młodych gwiazd, zdobyła pewnie złoty medal. Po tym sukcesie zaskakująco trener Marcelo Bielsa zrezygnował ze stanowiska, tłumacząc, że męczy go praca w reprezentacji. Jego następcą został José Néstor Pekerman.

### 2006 – ćwierćfinał mistrzostw świata
Mistrzostwa Świata w 2006 w Niemczech miały być kolejnym Mundialem na Argentyna miała się przełamać i odnieść sukces. Było to bardzo prawdopodobne, gdyż kadra prowadzona przez trenera Pekermana miała w składzie wiele młodych gwiazd m.in. Lionela Messiego, który już wtedy był nazywany „nowym Maradoną”. Podopieczni Pekermana trafili do
grupy C:
| Reprezentacja            | Pkt | M | W | R | P | Br+ | Br− | +/− |
| ------------------------ | --- | - | - | - | - | --- | --- | --- |
| Argentyna                | 7   | 3 | 2 | 1 | 0 | 8   | 1   | +7  |
| Holandia                 | 7   | 3 | 2 | 1 | 0 | 3   | 1   | +2  |
| Wybrzeże Kości Słoniowej | 3   | 3 | 1 | 0 | 2 | 5   | 6   | -1  |
| Serbia i Czarnogóra      | 0   | 3 | 0 | 0 | 3 | 2   | 10  | -8  |

Po zwycięstwie 2:1 z Wybrzeżem Kości Słoniowej, 6:0 z Serbią i Czarnogórą oraz po bezbramkowym remisie z Holandią, Argentyna zajęła pierwsze miejsce w grupie i awansował do następnej rundy. W 1/8 Finału Argentyna pokonała 2:1 po dogrywce Meksyk. W ćwierćfinale Argentyna przegrała po rzutach karnych z gospodarzami turnieju reprezentacją Niemiec i pożegnała się z turniejem znów w niezbyt zadowalający sposób. Po turnieju trener kadry José Néstor Pekerman zrezygnował ze stanowiska, jego następcą został Alfio Basile, który powrócił do pracy z reprezentacją, gdyż prowadził ją już wcześniej w latach 1990–1994.

### Lata 2006–2008 – kolejne sukcesy na kontynencie i na olimpiadzie
Po tym jak Basile ponownie objął funkcję selekcjonera reprezentacji Argentyny, kadra zaczęła przygotowania do zbliżających się turniejów. Na Copa América 2007 Argentyna tak jak trzy lata wcześniej zajęła drugie miejsce przegrywając ponownie, ale tym razem bardziej zaskakującą z Brazylią wynikiem aż 0:3. Rok później Argentyna ponownie zdobyła złoty medal Igrzysk Olimpijskich na Olimpiadzie 2008 w Pekinie. Po tym turnieju trener Alfio Basile zrezygnowął ze stanowiska, jego następcą została legenda argentyńskiej piłki nożnej Diego Maradona.

### 2010 – ćwierćfinał mistrzostw świata
Mundial 2010 w Południowej Afryce miał być dla Argentyny obiecujący, gdyż w fotelu trenera zasiadał legendarny Maradona a liderem zespołu stał się będący w najwyższej formie Lionel Messi. Podopieczni Maradony trafili do grupy B:
| Zespół           | Pkt | M | W | R | P | Br+ | Br− | +/− |
| ---------------- | --- | - | - | - | - | --- | --- | --- |
| Argentyna        | 9   | 3 | 3 | 0 | 0 | 7   | 1   | +6  |
| Korea Południowa | 4   | 3 | 1 | 1 | 1 | 5   | 6   | –1  |
| Grecja           | 3   | 3 | 1 | 0 | 2 | 2   | 5   | –3  |
| Nigeria          | 1   | 3 | 0 | 1 | 2 | 3   | 5   | –2  |

Po zwycięstwie 1:0 z Nigerią, 4:1 z Koreą Południową oraz 2:0 z Grecją, Argentyna pewnie awansowała do Fazy Pucharowej. W 1/8 Finału Argentyna pokonała Meksyk 3:1. W ćwierćfinale Argentyna została rozgromiona wynikiem 0:4 przez reprezentację Niemiec i po raz kolejny pożegnała się z Mundialem na etapie ćwierćfinału. Po turnieju z funkcji trenera zrezygnował Diego Maradona a jego następcą został Sergio Batista.

### Lata 2010–2011 – kolejny kryzys
Po kolejnym ćwierćfinale Mundialu Argentyna miała nadzieję na sukces na polu kontynentalnym i z takim nastawieniem podopieczni Batista przystąpili do Copa América 2011. Jednak wszystkich nastało wielkie zaskoczenie kiedy Argentyna zakończyła udział z turnieju już po ćwierćfinale przegrywając z Urugwajem po rzutach karnych. Argentyńczyków szczególnie bolała to porażka, gdyż byli oni gospodarzem tego turnieju. Po tej porażce trener Sergio Batista złożył rezygnację, jego na następcą został Alejandro Sabella.

### Czasy przegranych finałów

#### 2014 – wicemistrzostwo świata
Odkąd Sabella objął funkcję trenera reprezentacji Argentyny, kadra zaczęła znacznie lepiej grać i osiągać lepsze wyniki. Dlatego kibice wiązali wielkie nadzieję na sukces na Mundialu 2014 w Brazylii. Na tym turnieju podopieczni Sabella trafili do grupy F:
| Zespół               | Pkt | M | W | R | P | Br+ | Br− | +/− |
| -------------------- | --- | - | - | - | - | --- | --- | --- |
| Argentyna            | 9   | 3 | 3 | 0 | 0 | 6   | 3   | +3  |
| Nigeria              | 4   | 3 | 1 | 1 | 1 | 3   | 3   | 0   |
| Bośnia i Hercegowina | 3   | 3 | 1 | 0 | 2 | 4   | 4   | 0   |
| Iran                 | 1   | 3 | 0 | 1 | 2 | 1   | 4   | −3  |

Po zwycięstwie 2:1 z Bośnią i Hercegowiną, 1:0 z Iranem i 3:2 z Nigerią, Argentyna zajęła pierwsze miejsce w grupie i pewnie awansowała do Fazy Pucharowej. W 1/8 Finału Argentyna pokonała 1:0 po dogrywce Szwajcarię i w ćwierćfinale również 1:0 reprezentację Belgii i po wielu latach wreszcie przełamali barierę ćwierćfinału. W półfinale pokonali Holandię po rzutach karnych. W Finale ostatecznie przegrali 0:1 po dogrywce z Niemcami i musieli się nacieszyć tylko srebrnym medalem i tytułem wicemistrzów świata, ale w porównaniu do Mundiali z ostatnich lat to był wielki sukces tej reprezentacji. Po turnieju zaskakująco trener Alejandro Sabella zrezygnował ze stanowiska i odszedł na emeryturę, jego następcą został Gerardo Martino.

#### Lata 2014–2018 – dwa tytuły wicemistrzów Ameryki Południowej, kryzys w związku piłki nożnej i mistrzostwa świata w Rosji
Na trenerze Argentyny Gerardzie Martino spoczywała presja. Musiał on bowiem przejąć drużynę wicemistrzów świata i utrzymać jej poziom. Taki poziom Argentyna prezentowała na Copa América 2015, kiedy to pewnie dotarli do finału, ale tam przegrali z gospodarzami turnieju – reprezentacją Chile – po rzutach karnych. W 2016 roku zaczął pojawiać się kryzys finansowy w argentyńskim związku piłki nożnej, co odbiło się na grę podopiecznych Martina, jednak na Copa América 2016 Argentyna znów dotarła do finału. W finale ponownie przegrała w finale z Chile i ponownie po rzutach karnych. Po tym turnieju spadła wielka krytyka na kapitana reprezentacji Lionela Messiego, który przez to zdecydował się zakończyć karierę w reprezentacji, ale już po mniej więcej miesiącu pod wpływem próśb zmienił zdanie i wrócił do reprezentacji. Krytyka spadła również na trenera Gerarda Martino, który zdecydował się złożyć rezygnację ze stanowiska, tłumacząc ją trudną sytuacją w reprezentacji.

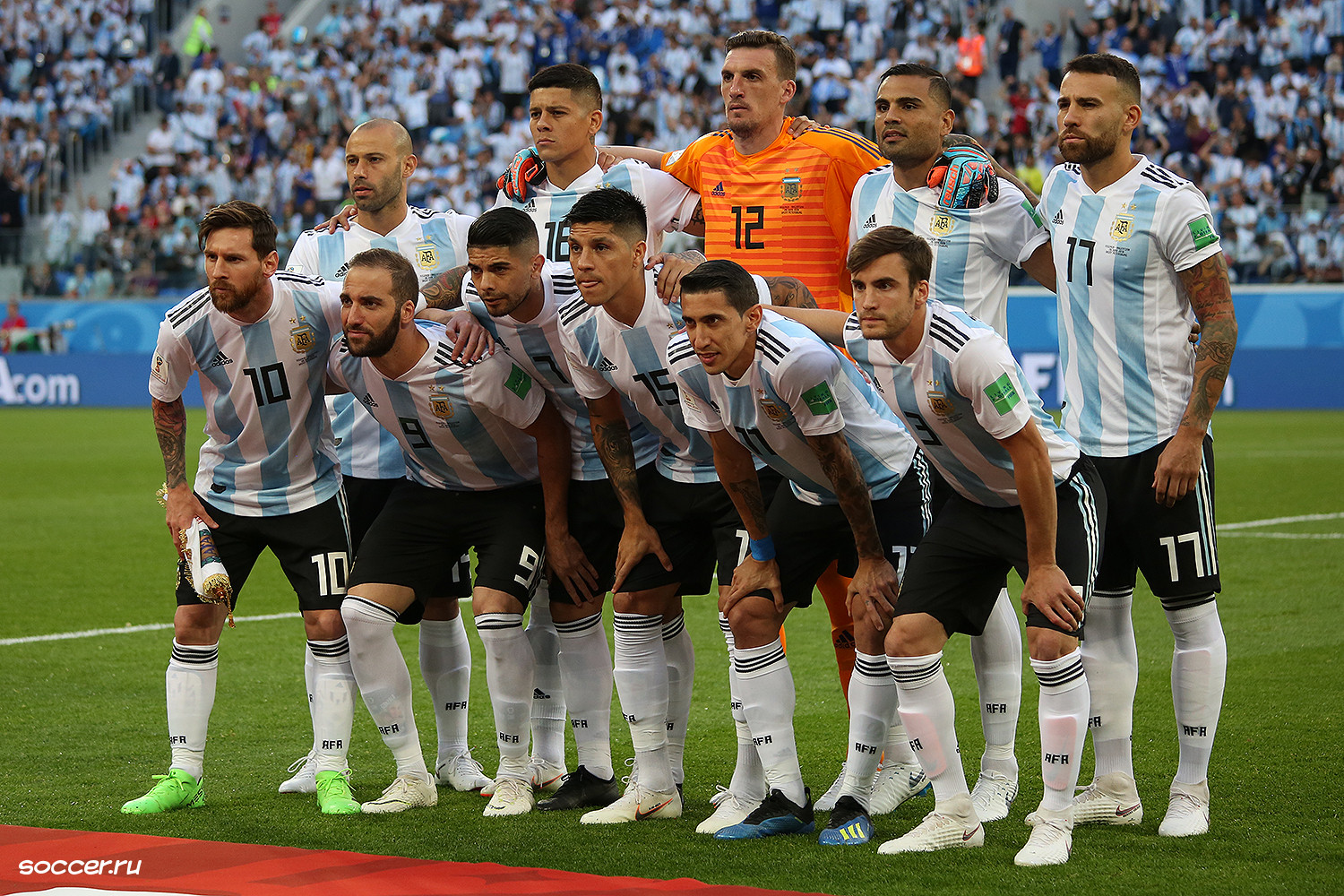
Reprezentacja Argentyny w piłce nożnej mężczyzn 2018

Jego następcą został Edgardo Bauza, z którym Argentyńczycy przystąpili do eliminacji do mundialu 2018 w Rosji. Słaby występ ekipy „Albicelestes” w pierwszych czternastu spotkaniach kwalifikacyjnych (dwadzieścia dwa punkty po sześciu zwycięstwach, czterech remisach i czterech porażkach) oraz wyjazdowa porażka 0:2 z Boliwią sprawiły, że Bauza w kwietniu 2017 pożegnał się z kadrą. Jego następcą został Jorge Sampaoli. Pod jego wodzą Albicelestes dokończyli eliminacje do rosyjskiego czempionatu. O ich awansie przesądziły głównie ostatnie mecze grupowe: zwycięstwo nad Ekwadorem w Quito 3:1, porażka Chilijczyków z Brazylijczykami 0:3 oraz w mniejszym stopniu remis 1:1 pewnej już awansu Kolumbii z Peru.
Na turnieju w Rosji Argentyna grała w grupie D razem z Islandią, Chorwacją i Nigerią. Pierwsze spotkanie Argentyna zremisowała z Islandią 1:1. W drugiej kolejce fazy grupowej przegrali z reprezentacją Chorwacji 0:3, zaś w trzeciej kolejce odnieśli zwycięstwo w meczu z Nigerią, co zapewniło im awans do 1/8 finału. W tej fazie turnieju Argentyńczycy trafili na reprezentację Francji, z którą przegrali 3:4 i odpadli z turnieju.

## Udział w turniejach międzynarodowych
| 1930 | Awans                   | II miejsce              |                   |
| 1934 | Awans                   | 1/8 finału              |                   |
| 1938 | Awans                   | Nie brała udziału       | Nie brała udziału |
| 1950 |                         | Nie brała udziału       | Nie brała udziału |
| 1954 |                         | Nie brała udziału       | Nie brała udziału |
| 1958 | Awans                   | Faza grupowa            |                   |
| 1962 | Awans                   | Faza grupowa            |                   |
| 1966 | Awans                   | Ćwierćfinał             |                   |
| 1970 | Nie zakwalifikowała się | Nie zakwalifikowała się |                   |
| 1974 | Awans                   | 2 faza grupowa          |                   |
| 1978 | Awans                   | Mistrzostwo             |                   |
| 1982 | Awans                   | 2 faza grupowa          |                   |
| 1986 | Awans                   | Mistrzostwo             |                   |
| 1990 | Awans                   | II miejsce              |                   |
| 1994 | Awans                   | 1/8 finału              |                   |
| 1998 | Awans                   | Ćwierćfinał             |                   |
| 2002 | Awans                   | Faza grupowa            |                   |
| 2006 | Awans                   | Ćwierćfinał             |                   |
| 2010 | Awans                   | Ćwierćfinał             |                   |
| 2014 | Awans                   | II miejsce              |                   |
| 2018 | Awans                   | 1/8 finału              |                   |
| 2022 | Awans                   | Mistrzostwo             |                   |
| 2026 | Awans                   |                         |                   |

| - 1916 – II miejsce - 1917 – II miejsce - 1919 – III miejsce - 1920 – II miejsce - 1921 – Mistrzostwo - 1922 – IV miejsce - 1923 – II miejsce - 1924 – II miejsce - 1925 – Mistrzostwo - 1926 – II miejsce - 1927 – Mistrzostwo - 1929 – Mistrzostwo - 1935 – II miejsce - 1937 – Mistrzostwo - 1939 – Wycofała się - 1941 – Mistrzostwo - 1942 – II miejsce - 1945 – Mistrzostwo - 1946 – Mistrzostwo - 1947 – Mistrzostwo - 1949 – Wycofała się - 1953 – Wycofała się - 1955 – Mistrzostwo - 1956 – III miejsce |  | - 1957 – Mistrzostwo - 1959 – Mistrzostwo - 1959 – II miejsce - 1963 – III miejsce - 1967 – II miejsce - 1975 – Faza grupowa - 1979 – Faza grupowa - 1983 – Faza grupowa - 1987 – IV miejsce - 1989 – III miejsce - 1991 – Mistrzostwo - 1993 – Mistrzostwo - 1995 – Ćwierćfinał - 1997 – Ćwierćfinał - 1999 – Ćwierćfinał - 2001 – Wycofała się - 2004 – II miejsce - 2007 – II miejsce - 2011 – Ćwierćfinał - 2015 – II miejsce - 2016 – II miejsce - 2019 – III miejsce - 2021 – Mistrzostwo - 2024 – Mistrzostwo |

| - 1992 – Mistrzostwo - 1995 – II miejsce - 1997–2001 – Nie brała udziału - 2005 – II miejsce - 2009–2017 – Nie brała udziału |

## Aktualna kadra
Kadra na mecze kwalifikacyjne do Mistrzostwa Świata 2026 przeciwko reprezentacji Urugwaju i Brazylii, które odbyły się 16 i 21 listopada 2023. Występy i gole aktualne na 21 listopada 2023.
| Nr         | Imię i nazwisko     | Data urodzenia       | Występy   | Gole      | Klub              |
| Bramkarze  | Bramkarze           | Bramkarze            | Bramkarze | Bramkarze | Bramkarze         |
| ---------- | ------------------- | -------------------- | --------- | --------- | ----------------- |
| 1          | Franco Armani       | 16 października 1986 | 19        | 0         | River Plate       |
| 12         | Juan Musso          | 6 maja 1994          | 2         | 0         | Atalanta          |
| 23         | Emiliano Martínez   | 2 września 1992      | 36        | 0         | Aston Villa       |
| Obrońcy    |                     |                      |           |           |                   |
| 2          | Nahuel Molina       | 6 kwietnia 1998      | 35        | 1         | Atlético Madryt   |
| 3          | Nicolás Tagliafico  | 31 sierpnia 1992     | 55        | 1         | Olympique Lyon    |
| 4          | Gonzalo Montiel     | 1 stycznia 1997      | 24        | 1         | Nottingham Forest |
| 6          | Germán Pezzella     | 27 czerwca 1991      | 39        | 3         | Real Betis        |
| 8          | Marcos Acuña        | 28 listopada 1991    | 56        | 0         | Sevilla           |
| 13         | Cristian Romero     | 27 kwietnia 1998     | 28        | 2         | Tottenham Hotspur |
| 19         | Nicolás Otamendi    | 12 lutego 1988       | 109       | 6         | Benfica           |
| Pomocnicy  |                     |                      |           |           |                   |
| 5          | Leandro Paredes     | 29 czerwca 1994      | 58        | 5         | AS Roma           |
| 7          | Rodrigo De Paul     | 24 maja 1994         | 60        | 2         | Atlético Madryt   |
| 14         | Exequiel Palacios   | 5 października 1998  | 28        | 0         | Bayer Leverkusen  |
| 16         | Giovani Lo Celso    | 9 kwietnia 1996      | 48        | 2         | Tottenham Hotspur |
| 17         | Enzo Fernández      | 17 stycznia 2001     | 19        | 3         | Chelsea           |
| 18         | Guido Rodríguez     | 12 kwietnia 1994     | 29        | 1         | Real Betis        |
| 20         | Alexis Mac Allister | 24 grudnia 1998      | 23        | 1         | Liverpool         |
| Napastnicy |                     |                      |           |           |                   |
| 9          | Julián Álvarez      | 31 stycznia 2000     | 28        | 7         | Atlético Madryt   |
| 10         | Lionel Messi        | 24 czerwca 1987      | 180       | 106       | Inter Miami       |
| 11         | Ángel Di María      | 14 lutego 1988       | 136       | 29        | Benfica           |
| 15         | Nicolás González    | 6 kwietnia 1998      | 30        | 5         | Fiorentina        |
| 21         | Lucas Ocampos       | 11 lipca 1994        | 12        | 2         | Sevilla           |
| 22         | Lautaro Martínez    | 22 sierpnia 1997     | 54        | 21        | Inter Mediolan    |

## Rekordziści

### Najwięcej występów

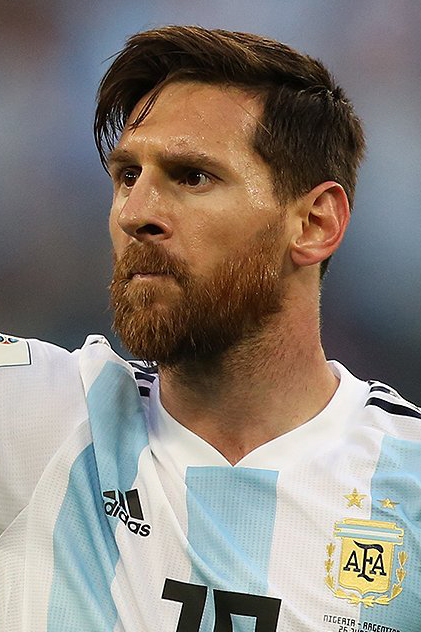
Lionel Messi jest najlepszym strzelecem i rekordzista pod względem występów.

Lista zawodników z największą liczbą oficjalnych meczów dla seniorskiej reprezentacji Argentyny (według stanu z 15 lipca po meczu z Kolumbią). Pogrubiono zawodników obecnie występujących dla drużyny narodowej.
| Lp. | Zawodnik          | Lata      | Mecze | Gole |
| --- | ----------------- | --------- | ----- | ---- |
| 1.  | Lionel Messi      | 2005–     | 187   | 109  |
| 2.  | Javier Mascherano | 2003–2018 | 147   | 3    |
| 3.  | Ángel Di María    | 2008–2024 | 145   | 31   |
| 3.  | Javier Zanetti    | 1994–2011 | 145   | 5    |
| 5.  | Nicolás Otamendi  | 2009–     | 117   | 6    |
| 6.  | Roberto Ayala     | 1994–2007 | 114   | 7    |
| 7.  | Diego Simeone     | 1988–2002 | 106   | 11   |
| 8.  | Sergio Agüero     | 2006–2021 | 101   | 41   |
| 9.  | Oscar Ruggeri     | 1983–1994 | 97    | 7    |
| 10. | Sergio Romero     | 2009–2018 | 96    | 0    |

### Najlepsi strzelcy
Lista zawodników z największą liczbą zdobytych bramek w argentyńskiej reprezentacji seniorskiej w oficjalnych spotkaniach (według stanu z 15 lipca po meczu z Kolumbią).. Pogrubiono zawodników obecnie występujących dla drużyny narodowej.

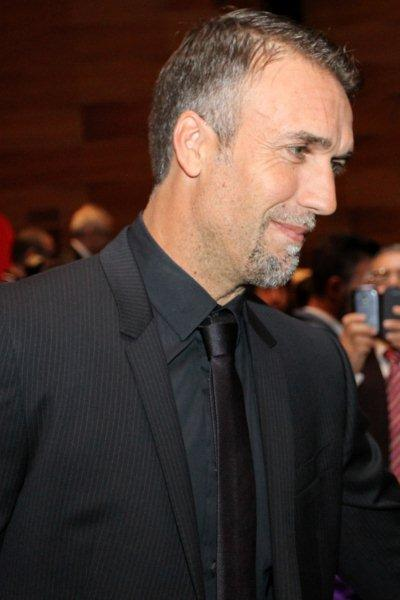
Gabriel Batistuta – z 54 golami drugi najlepszy strzelec w historii reprezentacji Argentyny

| Lp. | Zawodnik          | Lata      | Gole | Mecze | Średnia |
| --- | ----------------- | --------- | ---- | ----- | ------- |
| 1.  | Lionel Messi      | 2005–     | 109  | 187   | 0.64    |
| 2.  | Gabriel Batistuta | 1991–2002 | 56   | 78    | 0.7     |
| 3.  | Sergio Agüero     | 2006–2021 | 41   | 101   | 0.41    |
| 4.  | Hernán Crespo     | 1995–2007 | 35   | 64    | 0.55    |
| 5.  | Diego Maradona    | 1977–1994 | 34   | 91    | 0.37    |
| 6.  | Gonzalo Higuaín   | 2009–2018 | 31   | 75    | 0.41    |
| 6.  | Ángel Di María    | 2008–2024 | 31   | 145   | 0.22    |
| 8.  | Lautaro Martínez  | 2018–     | 29   | 64    | 0.45    |
| 9.  | Luis Artime       | 1961–1967 | 24   | 25    | 0.96    |
| 10. | Leopoldo Luque    | 1975–1981 | 22   | 45    | 0.49    |
| 10. | Daniel Passarella | 1976–1986 | 22   | 70    | 0.31    |

## Selekcjonerzy
| Lata      | Selekcjoner           | Liczba meczów | Zwycięstwa | Remisy | Porażki | Bramki strzelone | Bramki stracone | Różnica |
| --------- | --------------------- | ------------- | ---------- | ------ | ------- | ---------------- | --------------- | ------- |
| 1924–1925 | Ángel Vázquez         | 11            | 5          | 6      | 0       | 18               | 8               | +10     |
| 1927–1928 | José Lago Millán      | 13            | 8          | 3      | 2       | 44               | 15              | +29     |
| 1928–1929 | Francisco Olazar      | 2             | 0          | 1      | 1       | 1                | 2               | -1      |
| 1929–1930 | Olazar i Tramutola    | 9             | 7          | 1      | 1       | 28               | 11              | +17     |
| 1934      | Felipe Pascucci       | 1             | 0          | 0      | 1       | 2                | 3               | -1      |
| 1934–1937 | Manuel Seoane         | 10            | 7          | 1      | 2       | 20               | 8               | +12     |
| 1938–1939 | Ángel Fernández Roca  | 4             | 3          | 0      | 1       | 11               | 6               | +5      |
| 1939–1958 | Guillermo Stábile     | 115           | 77         | 20     | 18      | 290              | 129             | +161    |
| 1940      | Carlos Calocero       | 2             | 2          | 0      | 0       | 7                | 1               | +6      |
| 1959      | Victorio Spinetto     | 6             | 5          | 1      | 0       | 19               | 5               | +14     |
| 1959      | J.M. Moreno           | 5             | 2          | 1      | 2       | 11               | 13              | -2      |
| 1960–1961 | Victorio Spinetto     | 10            | 5          | 3      | 2       | 23               | 12              | +11     |
| 1961−1963 | José D’Amico          | 4             | 2          | 0      | 2       | 12               | 6               | +6      |
| 1962–1963 | Juan Carlos Lorenzo   | 11            | 4          | 4      | 3       | 9                | 10              | -1      |
| 1962      | Néstor Rossi          | 1             | 1          | 0      | 0       | 3                | 1               | +2      |
| 1963      | Jim López             | 7             | 5          | 1      | 1       | 14               | 4               | +10     |
| 1963–1964 | Horacio Amable Torres | 8             | 4          | 1      | 3       | 20               | 17              | +3      |
| 1964–1965 | José Minella          | 15            | 9          | 5      | 1       | 31               | 8               | +23     |
| 1965      | Osvaldo Zubeldía      | 1             | 0          | 1      | 0       | 1                | 1               | 0       |
| 1967      | Carmelo Faraone       | 2             | 0          | 0      | 2       | 1                | 3               | -2      |
| 1968      | Renato Cesarini       | 5             | 1          | 1      | 3       | 5                | 8               | -3      |
| 1968–1969 | Humberto Maschio      | 4             | 1          | 3      | 0       | 4                | 3               | +1      |
| 1969      | Adolfo Pedernera      | 4             | 1          | 1      | 2       | 4                | 6               | -2      |
| 1969–1972 | Juan Pizzuti          | 23            | 10         | 8      | 5       | 35               | 28              | +7      |
| 1972–1974 | Omar Sívori           | 13            | 8          | 2      | 3       | 26               | 16              | +10     |
| 1973      | Miguel Ignomirielo    | 3             | 1          | 2      | 0       | 3                | 2               | +1      |
| 1974      | Vladislao Cap         | 10            | 3          | 3      | 4       | 15               | 19              | -4      |
| 1974–1982 | César Luis Menotti    | 85            | 46         | 21     | 18      | 161              | 83              | +78     |
| 1975      | M.A. Juárez           | 3             | 2          | 1      | 0       | 9                | 1               | +8      |
| 1979      | Federico Sacchi       | 1             | 0          | 1      | 0       | 2                | 2               | 0       |
| 1983–1990 | Carlos Bilardo        | 81            | 28         | 30     | 23      | 91               | 74              | +17     |
| 1990–1994 | Alfio Basile          | 48            | 25         | 17     | 6       | 75               | 44              | +31     |
| 1993      | Reinaldo Merlo        | 1             | 0          | 0      | 1       | 1                | 2               | -1      |
| 1994–1998 | Daniel Passarella     | 57            | 34         | 13     | 10      | 104              | 42              | +62     |
| 1999      | Claudio Vivas         | 2             | 2          | 0      | 0       | 4                | 1               | +3      |
| 1999–2004 | Marcelo Bielsa        | 83            | 54         | 18     | 11      | 160              | 69              | +91     |
| 2004–2006 | José Néstor Pekerman  | 28            | 15         | 7      | 6       | 53               | 32              | +21     |
| 2006–2008 | Alfio Basile          | 28            | 14         | 8      | 6       | 44               | 25              | +19     |
| 2008–2010 | Diego Maradona        | 25            | 18         | 0      | 7       | 47               | 31              | +16     |
| 2010–2011 | Sergio Batista        | 0             | 0          | 0      | 0       | 0                | 0               | 0       |
| 2011–2014 | Alejandro Sabella     | 41            | 27         | 9      | 5       | 80               | 35              | +45     |
| 2014–2016 | Gerardo Martino       | 29            | 20         | 4      | 5       | 74               | 30              | +44     |
| 2016–2017 | Edgardo Bauza         | 8             | 3          | 2      | 3       | 9                | 10              | -1      |
| 2017–2018 | Jorge Sampaoli        | 15            | 7          | 4      | 4       | 27               | 21              | +6      |
| 2018–     | Lionel Scaloni        | 77            | 55         | 16     | 6       | 155              | 40              | +115    |

## Argentyna w rankingu FIFA
| Rok  | I   | II  | III   | IV  | V   | VI  | VII | VIII | IX  | X   | XI  | XII | Średnia |
| ---- | --- | --- | ----- | --- | --- | --- | --- | ---- | --- | --- | --- | --- | ------- |
| 1993 | –   | –   | –     | –   | –   | –   | –   | 5.   | 12. | 9.  | 9.  | 8.  | 9.      |
| 1994 | –   | 9.  | 8.    | 10. | 6.  | 8.  | 9.  | –    | 9.  | 9.  | 9.  | 10. | 9.      |
| 1995 | –   | 7.  | –     | 8.  | 8.  | 10. | 5.  | 5.   | 9.  | 7.  | 7.  | 7.  | 7.      |
| 1996 | 7.  | 8.  | –     | 8.  | 8.  | –   | 15. | 24.  | 22. | 17. | 19. | 22. | 15.     |
| 1997 | –   | 18. | –     | 19. | 21. | 16. | 13. | 13.  | 10. | 13. | 19. | 17. | 16.     |
| 1998 | –   | 17. | 7.    | 7.  | 6.  | –   | 5.  | 5.   | 5.  | 5.  | 5.  | 5.  | 7.      |
| 1999 | 6.  | 6.  | 6.    | 7.  | 7.  | 8.  | 6.  | 6.   | 7.  | 8.  | 7.  | 6.  | 7.      |
| 2000 | 6.  | 6.  | 7.    | 6.  | 5.  | 5.  | 5.  | 3.   | 3.  | 3.  | 3.  | 3.  | 5.      |
| 2001 | 3.  | 3.  | 3.    | 3.  | 3.  | 3.  | 3.  | 3.   | 3.  | 3.  | 2.  | 2.  | 3.      |
| 2002 | 2.  | 2.  | 2.    | 3.  | 3.  | –   | 2.  | 2.   | 5.  | 5.  | 5.  | 5.  | 3.      |
| 2003 | 5.  | 4.  | 4.    | 6.  | 5.  | 4.  | 6.  | 6.   | 4.  | 4.  | 4.  | 5.  | 5.      |
| 2004 | 5.  | 6.  | 6.    | 5.  | 5.  | 5.  | 11. | 4.   | 4.  | 3.  | 3.  | 3.  | 5.      |
| 2005 | 3.  | 3.  | 3.    | 3.  | 3.  | 3.  | 2.  | 2.   | 3.  | 4.  | 4.  | 4.  | 3.      |
| 2006 | 4.  | 4.  | 4.    | 8.  | 9.  | –   | 3.  | 3.   | 3.  | 4.  | 3.  | 3.  | 4.      |
| 2007 | 3.  | 3.  | 1.    | 2.  | 3.  | 5.  | 2.  | 2.   | 2.  | 1.  | 1.  | 1.  | 2.      |
| 2008 | 1.  | 1.  | 1.    | 1.  | 1.  | 1.  | 6.  | 7.   | 7.  | 7.  | 6.  | 6.  | 4.      |
| 2009 | 6.  | 6.  | 6.    | 6.  | 6.  | 7.  | 8.  | 8.   | 8.  | 6.  | 8.  | 8.  | 7.      |
| 2010 | –   | 8.  | 9./9. | 7.  | 7.  | –   | 5.  | 5.   | 5.  | 5.  | 5.  | 5.  | 6.      |
| 2011 | 5.  | 5.  | 4.    | 5.  | 5.  | 10. | 10. | 9.   | 10. | 10. | 10. | 10. | 8.      |
| 2012 | 10. | 11. | 8.    | 10. | 9.  | 7.  | 7.  | 7.   | 7.  | 4.  | 3.  | 3.  | 8.      |
| 2013 | 3.  | 3.  | 3.    | 3.  | 3.  | 3.  | 4.  | 4.   | 2.  | 3.  | 3.  | 3.  | 3.      |
| 2014 | 3.  | 3.  | 3.    | 6.  | 7.  | 5.  | 2.  | 2.   | 2.  | 2.  | 2.  | 2.  | 3.      |
| 2015 | 2.  | 2.  | 2.    | 2.  | 2.  | 3.  | 1.  | 1.   | 1.  | 1.  | 3.  | 2.  | 1.      |
| 2016 | 2.  | 2.  | 2.    | 1.  | 1.  | 1.  | 1.  | 1.   | 1.  | 1.  | 1.  | 1.  | 1.      |
| 2017 | 1.  | 1.  | 1.    | 2.  | 2.  | 2.  | 3.  | 3.   | 4.  | 4.  | 4.  | 4.  | 2.      |
| 2018 | 4.  | 4.  | 4.    | 5.  | 5.  | 5.  | –   | 11.  | 11. | 12. | 11. | 11. | 7.      |
| 2019 | –   | 11. | –     | 11. | –   | 11. | 10. | –    | 10. | 9.  | 9.  | 9.  | 10.     |
| 2020 | –   | 9.  | –     | 9.  | –   | 9.  | 9.  | –    | 9.  | 8.  | 7.  | 7.  | 8.      |
| 2021 | –   | 7.  | –     | 8.  | 8.  | –   | –   | 6.   | 6.  | 6.  | 5.  | 5.  | 6.      |
| 2022 | –   | 4.  | 4.    | –   | –   | 3.  | –   | 3.   | –   | 3.  | –   | 2.  | 3.      |
| 2023 | –   | –   | –     | 1.  | –   | 1.  | 1.  | –    | 1.  | 1.  | 1.  | –   | 1.      |
| 2024 | –   | 1.  | –     | 1.  | –   | 1.  | 1.  | –    | –   | –   | –   | –   | 1.      |

W marcu ukazano dwa rankingi (na początku i na końcu miesiąca)
Źródło: Ranking FIFA
- najlepsze miejsce: 1.
- najgorsze miejsce: 24. (sierpień 1996)
- najwyższy awans: +10 (marzec 1998)
- największy spadek: -9 (sierpień 1996)
- najlepsza średnia roczna: 1. (2015, 2016, 2023)
- najgorsza średnia roczna: 16. (1997)

## Galeria

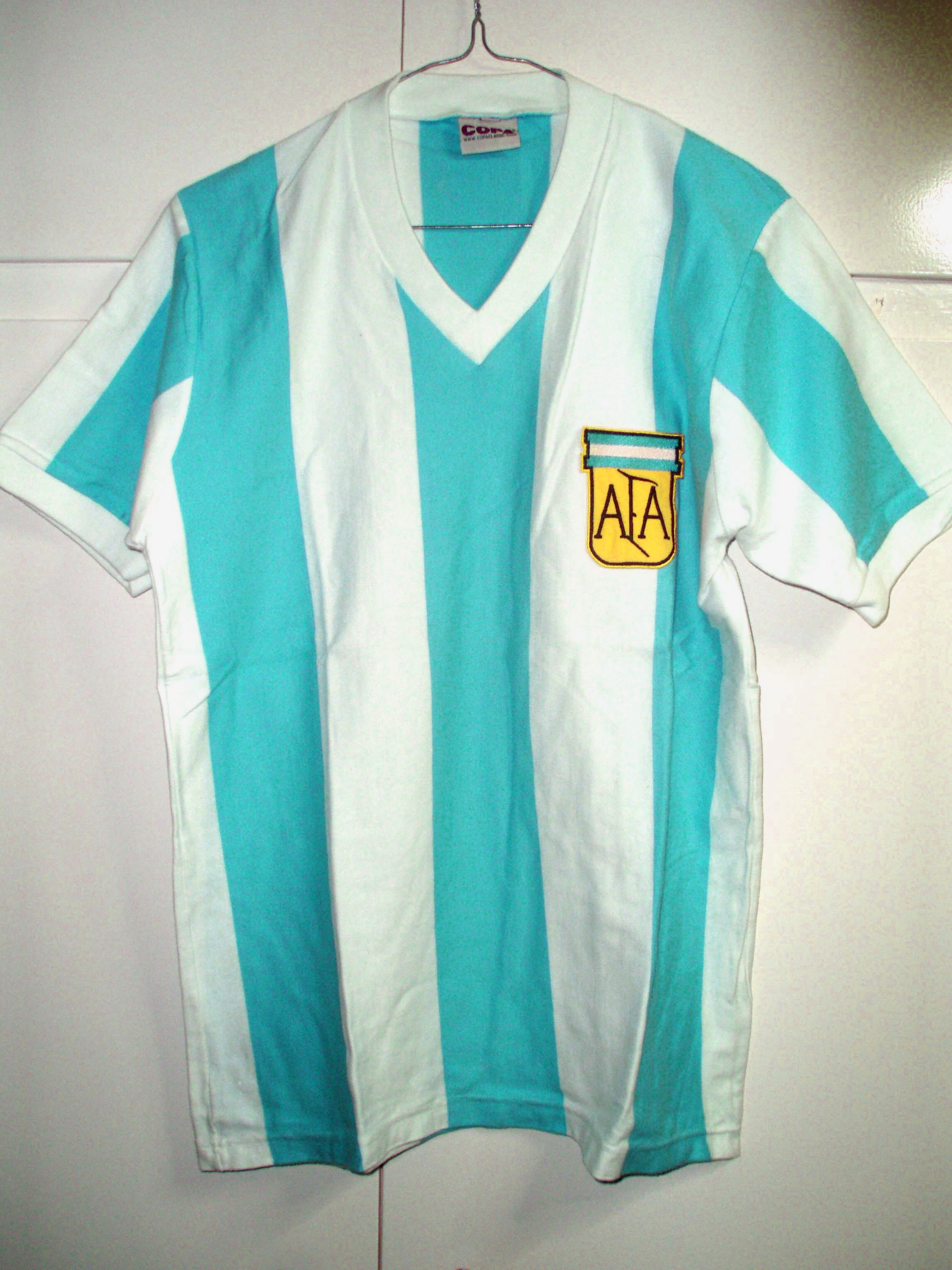
MŚ 1978
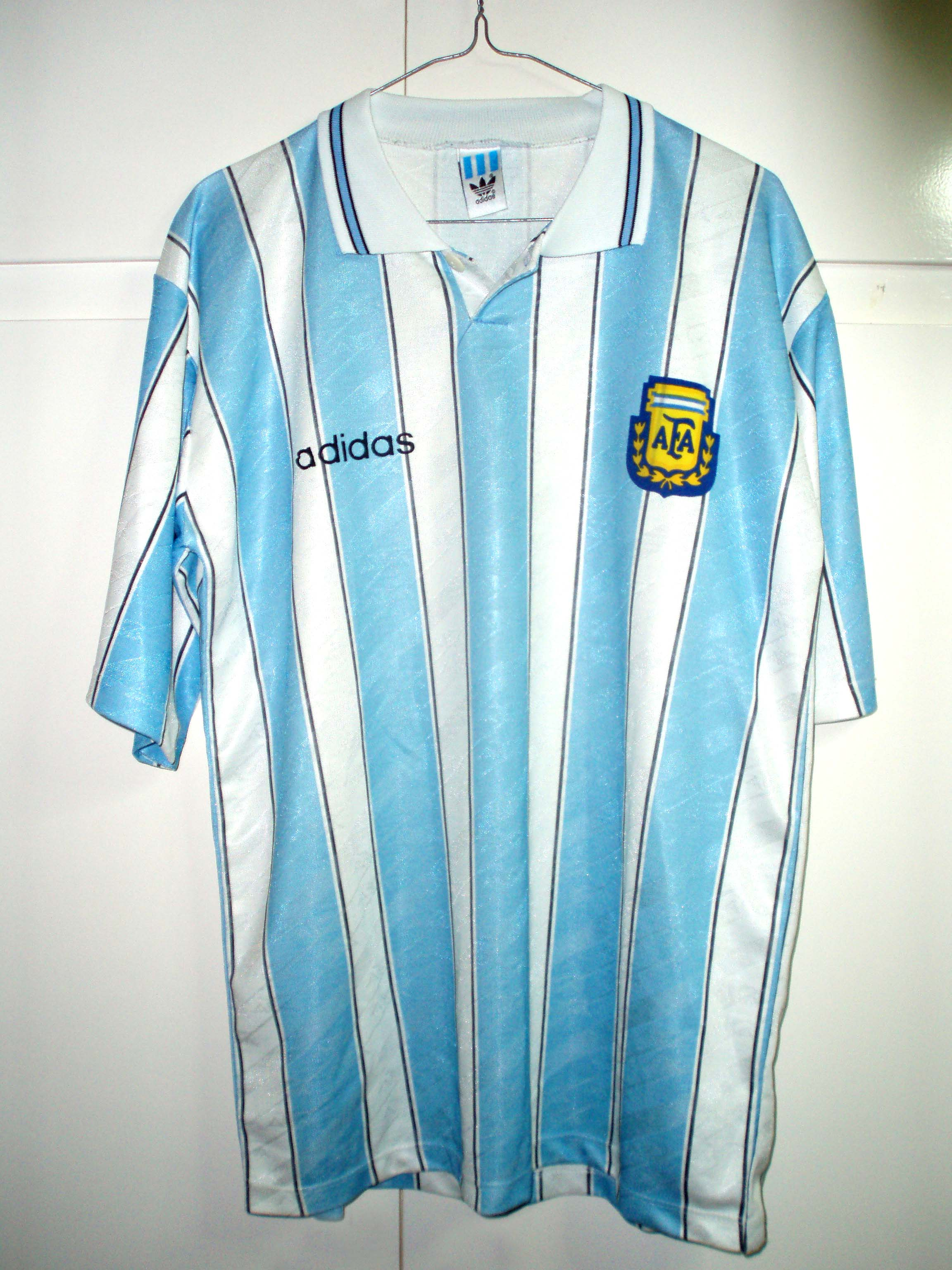
MŚ 1994
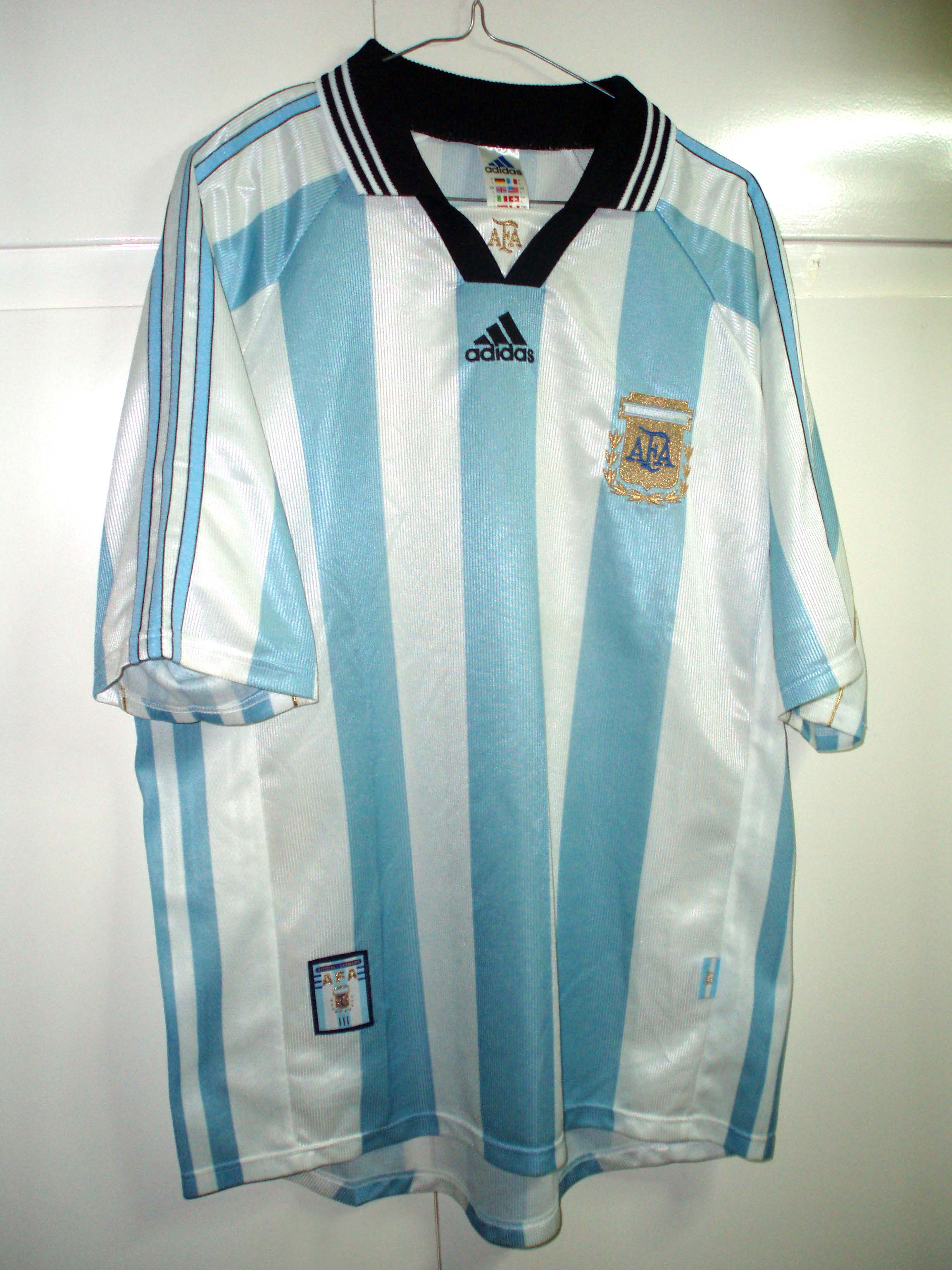
MŚ 1998
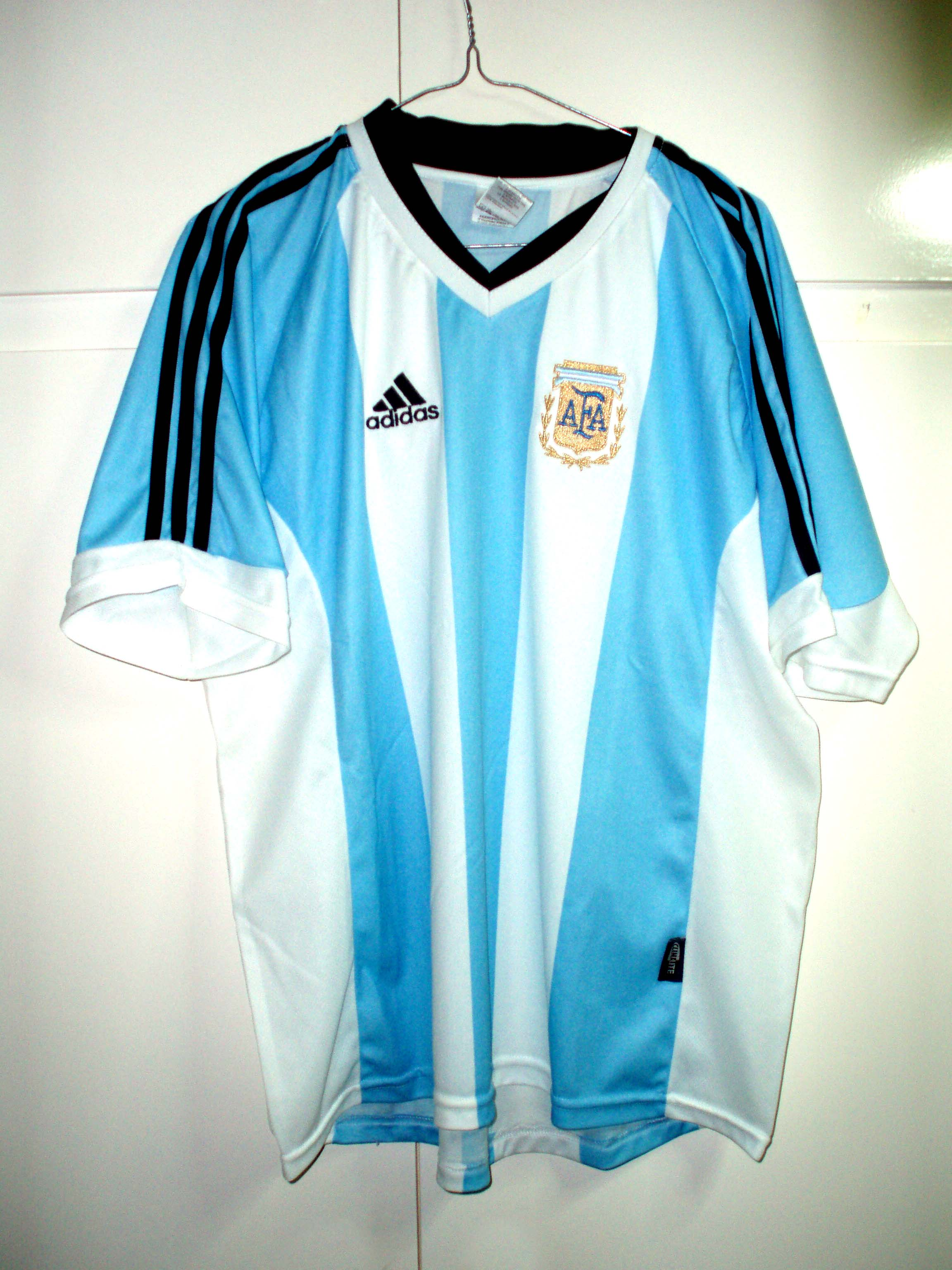
Koszulki z 2002 r.
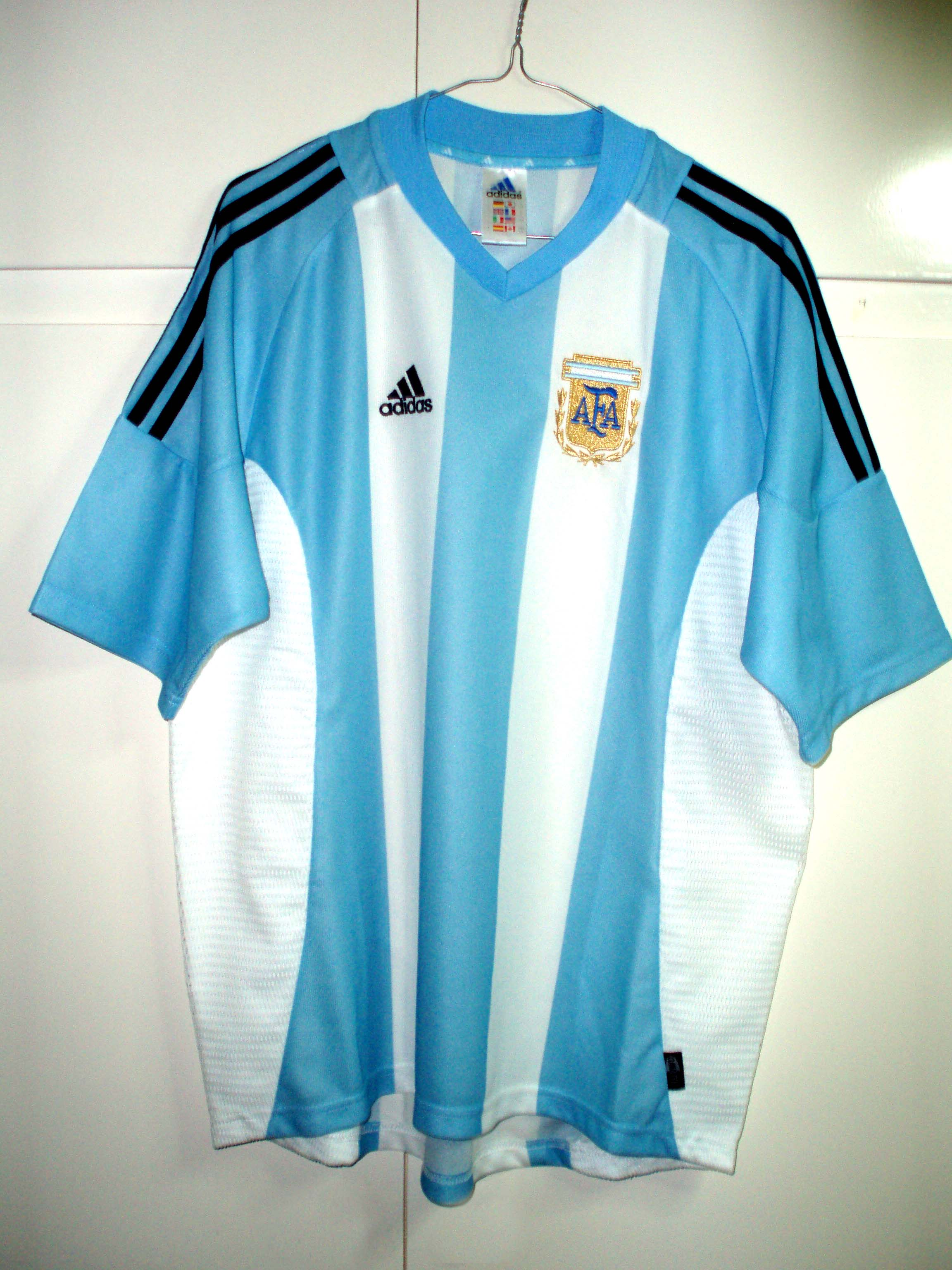
MŚ 2002
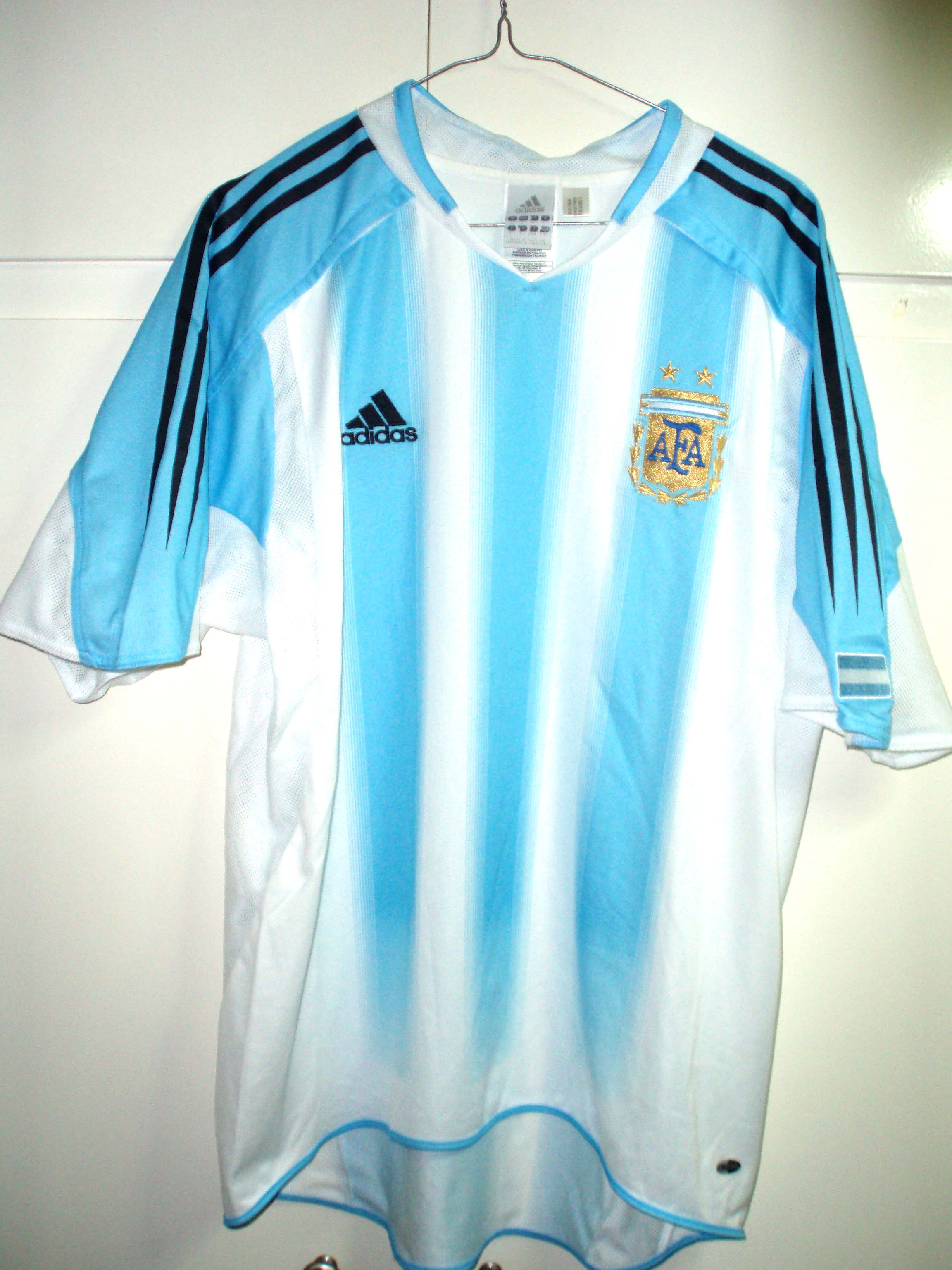
Igrzyska Olimpijskie 2004
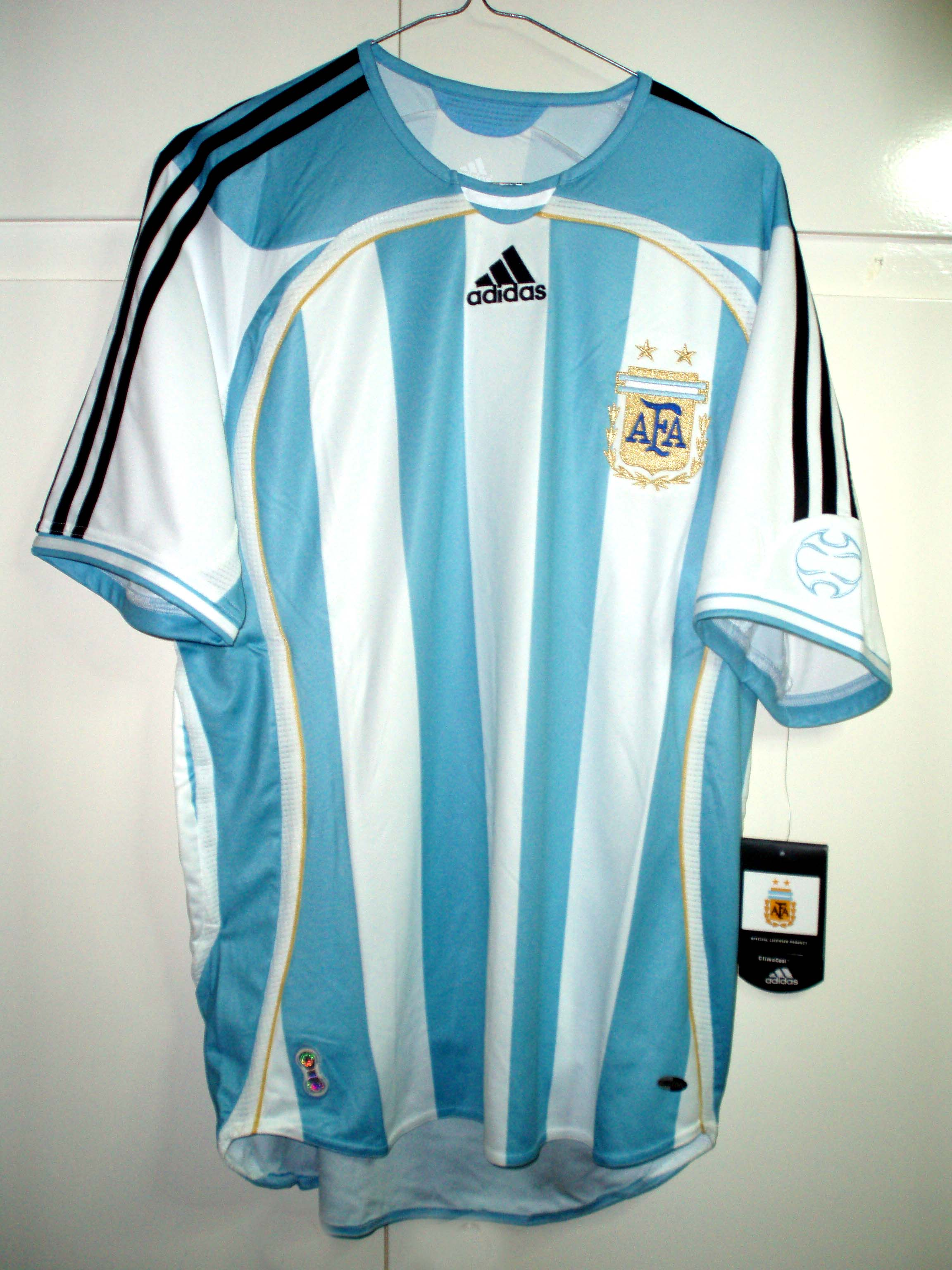
MŚ 2006